# Живаго, Пётр Иванович
Пётр Иванович Живаго (27 августа [8 сентября] 1883 Москва, Российская Империя — 30 октября 1948, там же, СССР) — советский цитолог, биолог.

## Биография
Родился 8 сентября 1883 года в Москве.
В 1903 году окончил частную гимназию.
В 1911 году окончил Московский университет с дипломом 1-й степени и работал там вплоть до 1942 года.
C 1912 г. Пётр Иванович вёл научную работу также в зоологической и физической лабораториях Московского народного университета им. А. Л. Шанявского.
Какое-то время он работал рентгено-физиком, а осенью 1915 г. был избран членом комиссии и заведующим сначала рентгеновским кабинетом при госпитале № 7 Земского союза, а затем ещё при лазарете № 5 Союза городов.
В 1917 году Пётр Иванович был демобилизован и перешёл на работу в Киевский университет помощником прозектора кафедры гистологии медицинского факультета.
В 1920 году Петра Ивановича перевели в Москву помощником прозектора на кафедру гистологии Высшей медицинской школы, открывшейся на базе частных медицинских курсов Статкевича и Изачека.
С 1922 года П. И. Живаго работал ассистентом на кафедре экспериментальной зоологии, которую возглавлял Н. К. Кольцов. Через год работы ассистентом, начал работать в Институте экспериментальной биологии сначала сверхштатным сотрудником, затем старшим лаборантом и старшим ассистентом.
В 1926 году стал приват-доцентом кафедры экспериментальной зоологии и читал на тот момент совершенно новый, курс цитологии наследственности.
С 1928 года и до конца своей жизни Пётр Иванович был заведующим цитологическим отделением этого института.
В 1930—1938 году он читал лекции в Горьковском университете на физико-математическом факультете, в Горьковском сельскохозяйственном институте, в Москве — аспирантам ВИЖа (Всесоюзного института животноводства).
В 1933 году П. И. Живаго начал работать в лаборатории цитологии Института экспериментального морфогенеза.
С 1930 по 1931 год он руководил семинаром по цитологии наследственности и микроскопической технике для аспирантов Института экспериментальной биологии.
С 1943 по 1948 год занимал должность заведующего лабораторией кардиологии Института цитологии, гистологии и эмбриологии АН СССР.
С 1935 года был членом редколлегии «Трудов Института экспериментального морфогенеза».
Скончался 30 октября 1948 года в Москве.

## Научная деятельность
Живаго П.И испытал на пригодность средств защиты от рентгеновских лучей, которые имелись в кабинетах, сконструировал выпрямитель «типа Ржевусского», применение которого позволило намного увеличить нагрузку рентгеновских трубок.
Он читал курс гистологии на медицинском факультете университета и продолжал работать рентгенологом в госпитале Красного Креста.
Пётр Иванович изучал гистологические методики, касающиеся в основном фиксаторов и красителей.
С 1922 по 1926 год был преподавателем педагогического факультета 2-го МГУ сначала по кафедре анатомии и физиологии животных, а потом по кафедре гистологии.
Н. К. Кольцов предложил Петру Ивановичу заняться изучением видового кариотипа и тонкого строения хромосом. Вместе с этим он исследовал динамику митоза и тонкие цитологические структуры, применяя для прижизненных наблюдений контрастирующую микрофотографию по методу Фаворского.
Применив различные методы, а также цейтраферную микрокиносъёмку, П. И. Живаго одним из первых обнаружил структуру ядрышка, высказался о возникновении и роли его в процессе клеточного обмена.
В 1930 году П. И. Живаго получил предложение организовать в институте отдел цитологии, после его согласия он начал набирать себе кадры. В этом отделе работали Г. К. Хрущов, Б. Д. Морозов, А. Ф. Иваницкая, А. Г. Андрес.
В 1933 году Андрес А. Г. стал заведующим отделом цитологии, а Пётр Иванович Живаго — его заместителем.

## Награды
- Орден Трудового Красного Знамени (10.06.1945)

## Семья
- Жена — Гальцова Любовь Семёновна.
- Мать — Софья Васильевна.

## Публикации
- «О размножении Pleistophora и Splendore» (1907);
- «Современное состояние вопроса о половом процессе у миксо- и микроспоридий» (1911);
- «Uber die Erscheinungen der Blasenformigen Secretion und uber die plasmatischen Structuren in den Malpigischen Gefassen der Insekten» (1913);
- «О рентгеновских снимках с двумя усиливающими экранами» (1916, выпуск 4);
- «Фотографический процесс при исследовании Х-лучами» (1916, выпуск 9—12).

## Научные работы
Основные научные работы посвящены изучению тонкого строения клеточного ядра.
- Детально исследовал строение интерфазных ядер.
- Изучал механизм расхождения хромосом во время митоза.
- Показал изменение числа хромосом соматических клеток в онтогенезе.
- Изучал хромосомный набор человека.
- Исследовал кариотип домашних птиц, мелкого рогатого скота и человека.
- Установил кариотип коров, коз и овец.
- Цитологически объяснял причину невозможности скрещивания овец с козами.
- Разрабатывал вопрос о постоянстве числа хромосом в пределах организма.